# Gardabani
Gardabani (Georgiska: გარდაბანი) är en stad i Nedre Kartlien, Georgien, staden är även centrum för Gardabanidistriktet. Staden ligger 39 kilometer söder om Georgiens huvudstad Tbilisi.
År 2002 hade staden 11 430 invånare. Enligt folkräkningen 2014 skall befolkningen ha sjunkit till 10 753 invånare. Invånarna i staden är till 63 % azerer.
Orten var tidigare känd som Karayazi, men man bytte namn efter en närliggande slottsruin Qaratepe (georgiska: ყარა-ტაპა, Qara-tapa; azerbajdzjanska: Qaratəpə, Qaratäpä). Sitt nuvarande namn, Gardabani, fick orten 1947, och den fick sin stadsstatus 1969.
Ett värmekraftverk beläget i Gardabani förser för närvarande stora delar huvudstaden Tbilisi med värme.